# Trung Thành, thành phố Thái Nguyên
Trung Thành là một phường thuộc thành phố Thái Nguyên, tỉnh Thái Nguyên, Việt Nam.

## Địa lý
Phường Trung Thành nằm ở phía đông nam thành phố Thái Nguyên, có vị trí địa lý:
- Phía đông giáp phường Hương Sơn
- Phía tây giáp phường Tích Lương
- Phía nam giáp phường Tân Thành
- Phía bắc giáp phường Cam Giá và phường Phú Xá.

Phường Trung Thành có diện tích 3,30 km², dân số năm 1999 là 12.365 người, mật độ dân số đạt 3.748 người/km².
Trên địa bàn phường có hai tuyến đường chính của thành phố Thái Nguyên chạy qua là tuyến đường 3/2 (quốc lộ 3) ở một đoạn nhỏ phía tây nam và tuyến đường Cách mạng Tháng 8 (quốc lộ 37) tạo thành ranh giới phía đông, đường sắt Hà Nội - Quan Triều cũng đi qua địa bàn phường Trung Thành.

## Lịch sử
Trước năm 1959, địa bàn phường Trung Thành hiện nay tương ứng với xóm Thành thuộc xã Tích Lương, huyện Đồng Hỷ. Tháng 6 năm 1959, khu liên hợp Gang Thép được khởi công xây dựng. Từ đó hàng vạn cán bộ, bộ đội, thanh niên các miền của Tổ quốc tập trung về  thị xã Thái Nguyên xây dựng nhà máy, đưa dân số của thị xã Thái Nguyên nói chung và xóm Thành  nói riêng tăng lên nhanh, tạo thành các khu dân cư tập trung của cán bộ, công nhân, viên chức các cơ quan, nhà máy, xí nghiệp thuộc khu liên hợp Gang Thép.
Năm 1963, thành phố Thái Nguyên quyết định tách xóm Phố và xóm Thành thuộc xã Tích Lương cùng với các khu dân cư mới thành lập khối 47 sau đổi thành khối 49, thuộc thành phố Thái Nguyên. Năm 1979, Ủy ban nhân dân tỉnh Bắc Thái quyết định thành lập tiểu khu Trung Thành trên cơ sở khối 49. Đến năm 1981, tiểu khu Trung Thành được chuyển thành phường Trung Thành như hiện nay.
Đến năm 2019, phường Trung Thành được chia thành 31 tổ dân phố, gồm các tổ dân phố đánh số từ 1 tới 23, các tổ dân phố 24A, 24B và các tổ dân phố đánh số từ 25 tới 30.
Ngày 11 tháng 12 năm 2019, sáp nhập hai tổ dân phố 2 và 3 thành tổ dân phố 1 (mới), đổi tên tổ dân phố 1 (cũ) thành tổ dân phố 2, sáp nhập hai tổ dân phố 4 và 5 thành tổ dân phố 3, sáp nhập bốn tổ dân phố 6, 7, 8, 9 và một phần tổ dân phố 10 thành tổ dân phố 4, đổi tên tổ dân phố 11 thành tổ dân phố 5, sáp nhập tổ dân phố 14 và một phần tổ dân phố 15 thành tổ dân phố 6, sáp nhập tổ dân phố 12 và phần còn lại của tổ dân phố 15 thành tổ dân phố 7, sáp nhập ba tổ dân phố 16, 17, 18 thành tổ dân phố 8, sáp nhập hai tổ dân phố 19 và 20 thành tổ dân phố 9, đổi tên tổ dân phố 13 thành tổ dân phố 10, sáp nhập hai tổ dân phố 21 và 22 thành tổ dân phố 11, sáp nhập ba tổ dân phố 23, 24A, 24B thành tổ dân phố 12, sáp nhập hai tổ dân phố 25 và 26 thành tổ dân phố 13, sáp nhập hai tổ dân phố 27 và 29 thành tổ dân phố 14, sáp nhập hai tổ dân phố 28 và 30 thành tổ dân phố 15.

## Hành chính
Phường Trung Thành được chia thành 15 tổ dân phố: 1, 2, 3, 4, 5, 6, 7, 8, 9, 10, 11, 12, 13, 14, 15.

## Kinh tế - xã hội
Trên địa bàn phường có trường Trung học phổ thông Gang Thép và chợ Dốc Hanh, chợ lớn nhất khu vực phía nam thành phố.